# 鳥取県道229号米岡河原停車場線
鳥取県道229号米岡河原停車場線（とっとりけんどう229ごう よねおかかわはらていしゃじょうせん）は、鳥取県八頭郡八頭町を通る一般県道である。

## 概要
八頭郡八頭町米岡から八頭郡八頭町国中に至る。

### 路線データ
- 起点：鳥取県八頭郡八頭町米岡（米岡交差点、鳥取県道287号河原郡家線交点）
- 終点：鳥取県八頭郡八頭町国中（JR西日本因美線 河原駅前）

## 路線状況

### 道路施設

#### 橋梁
- 米岡橋（八東川、八頭郡八頭町）

## 地理

### 通過する自治体
- 鳥取県
  - 八頭郡八頭町

### 交差する道路
| 交差する道路               | 交差する場所 | 交差する場所      |
| -------------------------- | ------------ | ----------------- |
| 鳥取県道287号河原郡家線    | 米岡         | 米岡交差点 / 起点 |
| 鳥取県道32号郡家鹿野気高線 | 国中         |                   |

### 沿線
- 国中簡易郵便局
- JR西日本因美線 河原駅